# Sait Faik Abasıyanık

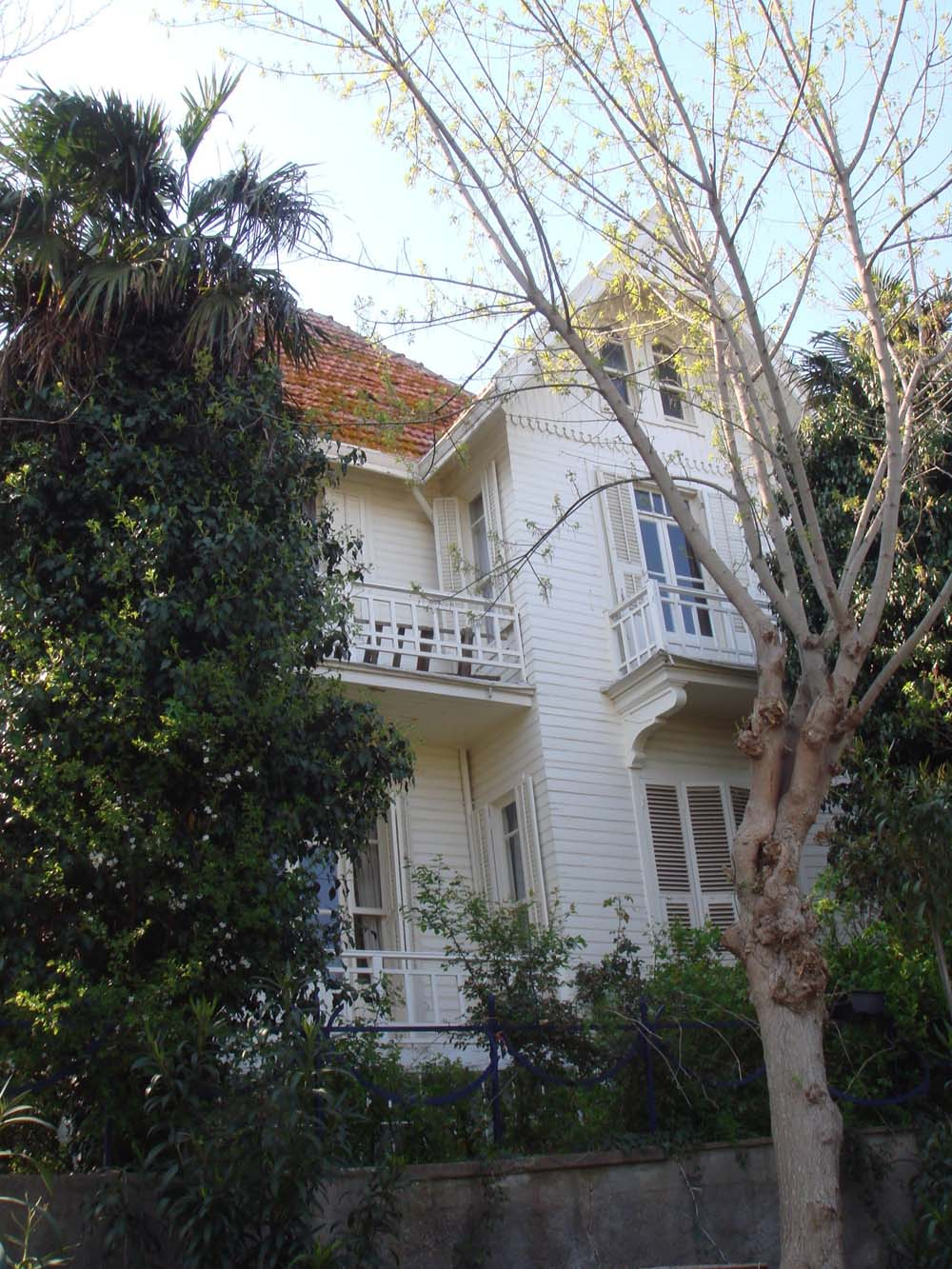
Sait Faik Abasıyanık-museet i Burgazada (2009)

Sait Faik Abasıyanık född 23 november 1906 i Adapazari, Anatolien, död 11 maj 1954 i Istanbul, var en turkisk författare.
Abasıyanık blev 1953 hedersmedlem av Mark Twain-sällskapet.